# كنيسة السالزيان
كنيسة السالزيان او "كنيسة يسوع الشاب"(بالعبرية: הכנסייה הסלזיאנית/ بالإنجليزية: Basilica of Jesus the Adolescent) وكما تلقب بلؤلؤة الناصرة، تقع على أعلى قمة في غرب المدينة ويمكن رؤيتها من مسافات بعيدة.
تشكل نقطة بداية لرحلة سير على الاقدام تصل إلى السوق وإلى مركز المدينة.
الكنيسة التي دشّنت في عام 1923, بينت بإسلوب رومانسكي (إسلوب في التصميم المعماري من القرن الثاني عشر ة قد كانت بدايته في فرنسا) مع ساحة ذات أعمدة واسعة حسب نموذج لكنيسة موجودة في فرنسا وعلى سطح الكنيسة تمثال رائع ليسوع الشاب، الفضاء الهائل للبازيليكا، والزجاج الملون المدهش الذي يخلق عرضًا ضوئيًا زاهي الألوان يضفي أجواء مقدسة ومثيرة تجعل من الكنيسة موقعًا مفضلأ لإقامة الحفلات المقدسة، ولوحة يسوع الشاب وهو يتمشّى في تلال الناصرة المعلقة فوق المذبح تزد من شعور بالقداسة.

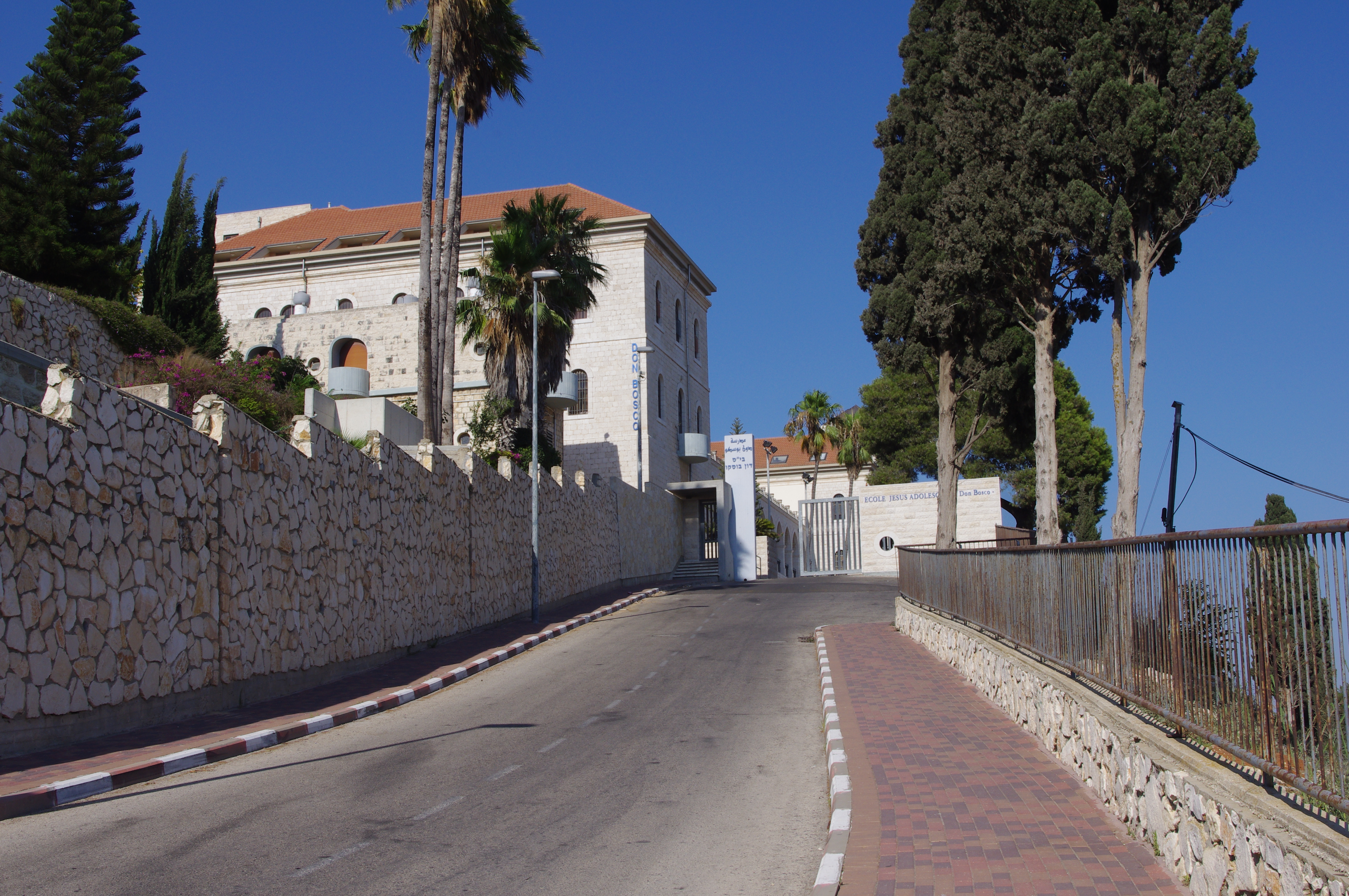

## تاريخ الكنيسة
ابتداء من نهاية القرن التاسع عشر، اعتنى رهبان السلزيان بالأيتام في الناصرة، وقد عملوا من بيوت ومبان مؤقتة في المدينة تحت رعاية فرنسية وبدعم السفارة الفرنسية في تركيا. في 1902، دشن المبنى الرائع لدار الأيتام، المجاور اليوم لمبنى الكنيسة، على قمة النبي سعين.  في عام  1905، وصل لزيارة الناصرة رجل دين فرنسي من مدينة فرساي اسمه مكسيم كارون (Caron)، وكانت لديه رغبة ملحّة لبناء مزار ليسوع الشاب، فلم يجد مكاناً لتحقيق رغبته خيراً من هذا التل حيث ميتم يسوع الشاب قد بني قبل سنة، فنظم حملة كبيرة لجمع التبرعات من أجل إقامة كنيسة السلزيان المجاورة لدار الأيتام. من بين المتبرعين الفرنسيين والبلجيك، يجدر أن نذكر الأرملة الفرنسية شارلوت دي شيبي زوجة ليو فوش (Foache) قائد في الجيش الفرنسي، التي سعت إلى تخليد اسم زوجها في الكنيسة وأن تدفن إلى جانبه داخلها. وبالفعل، فقد دُفن الزوجان في الكنيسة وحُفر اسماهما في رُكن الذكرى.
خطط الكنيسة المهندس الفرنسي لوسيا غوتييه (Gauthier)، والزجاج الملون والرائع بألوان العلم الفرنسي، والذي أنتج في المدينة فيرساي في فرنسا، يدل على أصل المبادرين إلى بناء الكنيسة.  دار الأيتام تحولت اليوم إلى مدرسة ثانوية مهنية على اسم دون بوسكو، مؤسس مذهب السلزيان. بالإضافة إلى ذلك بني بجوار الكنيسة دير جميل تابع لراهبات السلزيان.
في التاسع من شهر تشرين الثاني سنة 1890 اندمجت مؤسسة الأب أنطونيو بلوني “العائلة المقدسة” في رهبنة دون بوسكو “الرهبنة السالسية”.
وفي سنة 1895 قام خليفة دون بوسكو الأول، الأب ميخائيل روا، بزيارة إلى الأراضي المقدسة. وأثناء تفقّده أملاك “العائلة المقدسة” على هذا التل تمّ تشييد معهد يسوع الشاب، على عهد السلطات العثمانية، وكانت قد وُضعت الأراضي والمعاهد تحت حماية فرنسا. بدأ البناء سنة 1902 وتم إنجازه سنة 1904.
وضع حجر الأساس لكنيسة يسوع الشاب سنة 1907، وكان قد أعدّ المخططات اللازمة للكنيسة المهندس المعماري الفرنسي لوسيان جوتتييه، وساهمت بشكل أساسي في تمويل البناء السيدة “فواش” الفرنسية، والتي رغبت أن تدفن هي وزوجها في الكنيسة.
ابتداءً من سنة 1910 صار في الإمكان استعمال الكنيسة السفلى. وتم الإنتهاء من بناء الكنيسة الحالية سنة 1923 حين تم تدشينها، ونُصب في أعلاها تمثال يسوع الشاب.

## مواعيد الخدمة
بازيليك يسوع الشاب للآباء السالزيان ليست رعية خاصة بطائفة معينة، رغم أنها تابعة لرهبانية كاثوليكية لاتينية. لذلك فإن نشاطها لا يشمل الخدمات الراعوية المنوطة بالرعايا التابعة للطوائف، بل هي في خدمة كل المسيحيين الذين يشاركوننا هدفنا الذي ننشده بروح الإنتماء الكنسي، وهو خلاص النفوس.
نسمح باستعمال الكنيسة للإحتفالات الدينية كرتب الزواج وغيرها، في حال موافقة كاهن رعية الطائفة أو حضوره، وبعد التنسيق مع رئيس الدير.
نحتفل بالقداس الإلهي كل يوم أحد في الساعة التاسعة والنصف، وبعد القداس نفتح قاعة الألعاب والملاعب للأولاد والشبيبة، كما اعتادت جوقة يسوع الشاب على تقديم القهوة للعائلات. البوابات التي تفتح منذ الساعة الثامنة والنصف لمجموعة خدمة الرب والشبيبة، تغلق بعد عشر دقائق من بداية القداس. اعتاد المصلون على هذا الإجراء الذي يهدف إلى الحد من تدفق شبان متطفلين يريدون أن يدخلوا إلى المركز دون المشاركة في القداس.
الكنيسة متصلة بممر المدرسة، وهي مفتوحة في وقت الاستراحات للأولاد الذين يرغبون بالصلاة، كما أننا نحتفل فيها بسر التوبة والافخارستيا مع الطلاب في عدة مناسبات خلال السنة.
مركز دون بوسكو للشبيبة المسيحية” يكثر استعمال الكنيسة للسجود والتسبيح والتعليم، إن كان أثناء النشاطات العادية أو في لقاءات المجموعات التابعة للمركز.
يقوم الآباء السالزيان بخدمة سر المصالحة في كرسي الإعتراف قبل قداس الأحد وأثنائه، وفي أي وقت يطلب منهم ذلك بعد الاتصال والتواعد.